# Кетрин Хардвик
Хелен Кетрин Хардвик (енгл. Helen Catherine Hardwicke; Камерон, 21. октобар 1955) америчка је редитељка, сценографкиња и филмска продуценткиња. Редитељски деби остварила је филмом Тринаест (2003) за који је написала сценарио заједно с главном глумциом у филму, Ники Рид. Затим је режирала филмове као што су: Господари Догтауна (2005), Прича о Исусовом рођењу (2006), Сумрак (2008), Црвенкапа (2011), Запали ме (2013), Већ ми недостајеш (2015) и Мис Бала (2019).

## Филмографија

### Дугометражни филмови
| Година | Српски назив            | Изворни назив | Улога                                   | Напомене    |
| ------ | ----------------------- | ------------- | --------------------------------------- | ----------- |
| 2003.  | Тринаест                |               | редитељка сценаристкиња                 |             |
| 2005.  | Господари Догтауна      |               | редитељка                               |             |
| 2006.  | Прича о Исусовом рођењу |               | редитељка извршна продуценткиња         |             |
| 2008.  | Сумрак                  |               | редитељка                               |             |
| 2011.  | Црвенкапа               |               | редитељка извршна продуценткиња         |             |
| 2013.  | Запали ме               |               | сценаристкиња, редитељка, продуценткиња |             |
| 2015.  | Већ ми недостајеш       |               | редитељка                               |             |
| 2017.  | Црни Ђандола            |               | редитељка                               | кратки филм |
| 2019.  | Мис Бала                |               | редитељка                               |             |
| 2022.  | Не брини, драга         |               | извршна продуцетнкиња                   |             |

### Телевизијске серије
| Година      | Српски назив | Изворни назив | Улога                                                            |
| ----------- | ------------ | ------------- | ---------------------------------------------------------------- |
| 1987.       |              |               | редитељка (13 епизода)                                           |
| 2013.       |              |               | редитељка („Пилот”) извршна продуценткиња                        |
| 2016.       | Очевидац     |               | редитељка (2. епизоде) извршна продуценткиња                     |
| 2018; 2020. | То смо ми    |               | редитељка (епизода #44: „Шест Дана захвалности” / #68: „Кабина”) |

### Музички спотови
| Година | Песма | Извођач     | Напомене  |
| ------ | ----- | ----------- | --------- |
| 1987.  | „” () | New Monkees | редитељка |
| 2015.  | „”    |             | редитељка |
| 2015.  |       | Лејди Гага  | редитељка |